# Pelosia albicosta
Pelosia albicosta là một loài bướm đêm thuộc phân họ Arctiinae, họ Erebidae.